# کلیسای بانوی ما، دوردرخت
کلیسای بانوی ما (به هلندی: Onze-Lieve-Vrouwekerk) بزرگترین کلیسای شهر دوردرخت به سبک معماری گوتیک است که بین سالهای ۱۲۸۴ تا ۱۴۷۰ ساخته شده و در سال ۱۵۷۲ به مذهب پروتستانتیسم گرویده است. در سال ۱۹۸۶ حفاران در کلیسا بقایای یک برج رومی قرن سیزدهم متعلق به ساختمان قبلی را کشف کردند که عرض داخلی آن ۹ متر بود. قدیمی ترین قسمت ایستاده کلیسا «ماریاکور» است که بین سال های ۱۲۸۴ و ۱۲۸۵ ساخته شده است.